# Paula Bosch
Paula Bosch (* 25. Februar 1956 in Riedlingen) ist eine deutsche Sommelière und Weinautorin.

## Ausbildung und Werdegang
Paula Bosch absolvierte eine Ausbildung zur Restaurantfachfrau im Hotel Vorfelder in Walldorf. Von 1978 bis 1981 arbeitete sie als Chef de rang in der Weinstube Leimeister in Königstein im Taunus, konzentrierte sich dort aber immer mehr auf die Weinberatung, was ihr den Ruf als erster (weiblicher) Sommelière Deutschlands eintrug.  Als sie sich in dieser Zeit im Hotel Inter-Continental in Frankfurt für den Posten des Sommeliers bewarb, wurde sie abgewiesen. Auch eine Bewerbung in Pflaums Posthotel in Pegnitz wurde abgelehnt.
Schließlich wurde Bosch 1981 als Chef-Sommelière im Hotel Inter-Continental in Köln engagiert. Von 1985 bis 1991 war sie in dieser Funktion bei Günter Scherrer im Restaurant Victorian in Düsseldorf tätig. Besonders während dieser Zeit erarbeitete sie sich den Ruf,  eine der Besten ihres Fachs zu sein. Als die Redaktion des Gault Millau 1988 erstmals den Titel „Sommelier des Jahres“ verlieh, fiel die Wahl auf Paula Bosch. Von 1991 bis 2011 war sie von dem anfangs mit 3 Sternen ausgezeichneten Restaurant Tantris in München engagiert und war für den 35.000 Flaschen umfassenden Weinkeller verantwortlich.
Im Juli 2011 machte sie sich als Weinberaterin  selbständig.
Als Autorin hat Paula Bosch eine Reihe von Weinbüchern und Ratgebern geschrieben oder als Co-Autorin daran mitgewirkt. Zwischen 1996 und 2003 verfasste sie wöchentliche Weinkolumnen für das Magazin der Süddeutschen Zeitung. Paula Bosch schreibt nach wie vor Beiträge für Wein- und Gourmet-Fachzeitschriften und ist für den Bayerischen Rundfunk als Wein-Kommentatorin tätig.

## Auszeichnungen
- Stiftung Brillat-Savarin Sommelière des Jahres 1984
- Gault-Millau Sommelière des Jahres 1988
- Meininger-Award „Excellence in Wine & Spirit 2006“
- Bacchuspreis 2007
- 5 Star Award 2013 „One of the Finest Sommeliers Worldwide“
- 2017: Silberne VDP.Ehrennadel[3]
- 2023: Bayerischer Verdienstorden[4]

## Bücher
- Rotwein. Eine Genussreise durch Europa von Paula Bosch und Prof. Dr. Markus Metka. Wien: Brandstätter Verlag, 2013, 224 S., ISBN 978-3-85033-708-3.
- Küchengeheimnisse & Weinentdeckungen, aufgetischt von Eckart Witzigmann und eingeschenkt von Paula Bosch. [Redaktion: Regina Carstensen]. - München: Econ, 2003, 223 S., ISBN 3-430-19812-7.
- Weingenuss. Das Weinwissen von Deutschlands bester Sommelière. Texte und Konzeption: Harald Willenbrock. München: Econ, 2001, 240 S., ISBN 3-430-11554-X.
- Paula Bosch's Auslese. 100 Weintips von Deutschlands Sommelière Nr. 1. Mit Fotos von Bodo A. Schieren. München: Heyne, 1999, 239 S., ISBN 3-453-16604-3 (Collection Rolf Heyne)
- 500 Weine unter 20 DM, Girscheck Verlag, 1997/1998